# Rocznik Sądecki
«Rocznik Sądecki» («Сонченский ежегодник») — научный журнал, региональный междисциплинарный ежегодник, освещающий прошлое и настоящее южного региона Малой Польши. Издается в Новы-Сонче с июня 1939 года.
Журнал был создан по инициативе учителя средней школы — доктора Тадеуша Мончинского, первого главного редактора. Редакция была создана 9 сентября 1938 года, в её первом составе были местные исследователи и регионалисты (13 человек). Первым издателем журнала была Городская библиотека им. Юзеф Шуйского в Новы-Сонче.
В настоящее время редакция состоит в основном из учёных из Кракова, главный редактор с 1992 года: профессор Феликс Кирык — историк медиевист. Издателем журнала является с 1957 года Польское историческое общество — Филиал в Новы-Сонче.